# Star 69
Star 69 was een Britse alternatieve rockband uit Londen onder leiding van Julie Daniels, die eind jaren 1990 een volledig album en een aantal ep's uitbracht en You Are Here verzorgde voor de soundtrack van de film Trojan War uit 1997.

## Bezetting
Voormalige leden
- Julie Daniels[2]
- Patrick "Patch" Hannan[3]
- Warren Huart[4]
- Johnny Haro[5]

## Geschiedenis
Na een recente Amerikaanse transplantatie plaatste Julie Daniels een advertentie in Melody Maker voor muzikanten om een band te vormen. Richard Cordon, Patrick 'Patch' Hannan van The Sundays en Patch' vriend, de producent Warren Huart, reageerden op de advertentie. De eerste twee ep's van Star 69 werden in 1996 opgenomen in de opnamestudio van Patch in Blah Street en uitgebracht door Organic Records. Julie wilde terug naar Los Angeles, maar Hannans positie als drummer van The Sundays betekende dat hij het album Static & Silence moest opnemen. De band verhuisde uiteindelijk naar Los Angeles. Hannan werd vervangen door Johnny Haro van Freak of Nature. Hun volledige album Eating February werd in februari 1997 uitgebracht door MCA Records in de Verenigde Staten en door Radioactive Records in het Verenigd Koninkrijk. Het kreeg een relatief lauw antwoord en de band ging kort daarna uit elkaar.
Nadat de band was ontbonden, sloot Huart zich vervolgens aan bij Disappointment Incorporated, die in 1999 een album uitbracht bij Time Bomb Recordings. Sindsdien is hij een succesvolle producent en muzikant geworden en schreef hij de partituur voor de documentaire Let's Rock Again! uit 2004 van Joe Strummer. Johnny Haro formeerde The Dreaming, die actief was van 2001 tot 2018. Het bandnummer I'm Insane werd gebruikt door stripboekschrijver Devin Grayson als inspiratie tijdens het schrijven van Catwoman. Julie droeg de single You Should Know bij voor schijf twee van het verzamelalbum Acoustic Vol 1, uitgebracht in februari 2002, en is sindsdien teruggekeerd naar het Verenigd Koninkrijk om bij haar man te wonen.

## Discografie

### Studioalbums
- 1997: Eating February (1997), lp, Radioactive Records, MCA Records

### Singles & ep's
- 1995: Mama Don't Let, single, Organic Records
- 1995: You Are Here, single/ep, Organic Records, Radioactive Records, MCA Records
- 1996: Xtended Play, ep, Radioactive Records
- 1996: I'm Insane, single/ep, Radioactive Records
- 1997: Burning Down the House, single, Radioactive Records

### Compilaties
- 1997: I'm Insane, song 6 op Meaty Alternative Stew, Chrysalis Music Group
- 1997: Burning Down the House, song 6 op Chrysalis Progressive, Chrysalis Music Group